# Tiszalök
Tiszalök − miasto na Węgrzech, w komitacie Szabolcs-Szatmár-Bereg, w powiecie Tiszavasvári.